# 象头神

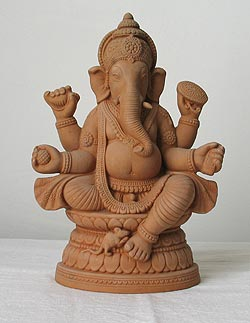
象头神

伽内什（Ganesh），亦稱迦尼薩（Ganesha；梵語： Gaṇeśa），俗稱象头神（梵語： Gajānana 或 梵語： Hastimukha，意為「象臉」），是印度教中的智慧之神，為主神濕婆與雪山神女帕爾瓦蒂的兒子、戰爭之神室建陀的兄弟。由于象頭神负责统领众伽那（梵語： Gaṇa，一群侍奉湿婆的、喜欢搞怪的小神），因此他又名群主（梵語： Gaṇapati，意即「伽那之主」，與Gaṇeśa同義）。他的外形為斷去一邊象牙的象頭人身並長著四隻手臂，體色或紅或黃，老鼠為象神的坐骑。在各種雕繪中，他一般是盤坐著或是翹起其中一邊的膝蓋。
对象頭神的崇拜非常廣泛，不侷限於原始的印度教與更早的婆羅門教；早期在佛陀時代，印度北方已經盛行原始密教，後原始佛教結合密教，出現最早的密宗，其中更演化出各大神祇的不同於當地教派思想、與修行之法，尤其在中原隋唐左右初期，印度高僧紛紛傳法向東遠播至中原隋唐朝，以及東瀛日本，向北則是由印度高僧有第二佛陀之稱的蓮華生大士傳播至西藏。

## 相关神話

### 象頭人身的由來
吠陀中没有提到象头神的存在，他的神话主要产生于两部史诗与往世书之中，且与濕婆和雪山神女的神话密切相关。史诗说他是湿婆与雪山神女之子（雪山神女的另一个儿子是天兵统帅室建陀，即佛教最熟悉的守護神——「韋陀尊者」）。关于象头神之所以长着一个大象的头颅的原因，各种文献记载并不一致。主要有以下三种：
一说雪山神女在沐浴时，有一滴洗澡水落入恒河，并被她的侍女、象头女神玛梨尼喝了。后者生了一个象头人身，只有一根象牙的儿子，即象头神。这个孩子被算做雪山神女之子。此故事记载于13世纪作者胜车的著作中。現代有研究者认为是一種隐晦表达女同性恋主题的手法。
另一说，象头神生下来时本来是正常的人头。但雪山神女为儿子办庆生喜宴时忘了邀请土星神沙尼，后者愤愤不平，从眼中喷出神火烧掉了婴儿的头。大梵天为了安抚雪山神女，叫她到森林中去，并许诺说她在森林中看到的第一个动物的脑袋将成为她儿子的头。雪山神女看到了大象，于是儿子就长了一个象头。但這一說少有被接納，因為雪山神女是「三界之主」濕婆大神之妻，若土星神真的作出這行為，就猶如自殺了。
根据第三说，相傳象神的父親濕婆有一日离家之后，濕婆的妻子雪山神女即生下迦內薩，因迦內薩是神之子，出生之後即長得十分高大強壯。有一日，雪山女神正在洗澡，让兒子在外頭守著，特别交代不许让人入内。不久濕婆回家，迦內薩堅守母親的囑託，不讓濕婆入來，父子二人不知究竟地開打了起來，濕婆一气之下砍下兒子的頭，迦內薩因此身首異處。雪山神女聽見打鬥聲，出門來看，只見丈夫砍下親生兒子的頭，痛哭失聲。此時濕婆才知道做錯了事，為了安慰妻子失子之痛，就去求毗濕奴，毗濕奴告訴濕婆，只要明天往他交代的方向走去，看第一個生物將其頭砍下，安在兒子的脖子上，就可以使迦內薩復活，濕婆依言去做，結果遇上第一個生物就是大象，於是取得象頭，放在兒子的身上，迦內薩就此成了象頭人身。

### 斷一支象牙的原因
象头神被印度人稱為掌管纯真智慧的神祇，因為葛內舍曾為記下大史詩《摩訶婆羅多》而不眠不休地聽其作者廣博仙人口述，並且用自己的神筆抄寫下來。但由於這篇史詩的長度有如海量，最後把神筆也寫壞了。象头神于是把自己的右牙折斷，沾上墨水，繼續聽仙人的口述，不斷抄寫，終於把大史詩《摩訶婆羅多》整篇筆錄下來。所以眾多畫像或雕塑中的象头神只有左牙而沒有右牙。

## 密宗
在早期印度密教，和在婆羅門教不同的是，以佛教“出離”與“解脫”為主要思想主軸，但卻有各種術法，其義旨在於幫助修行人“方便”修行。象神在大藏經“佛經密乘部”記載多處，其威能與術法不可思議，其旨，以方便法幫助修行者得其所需，印度密教翻譯的佛經其名號在中文翻譯為“大聖歡喜天”是為善神。
其起因是在久遠前象神曾向“密教祖師金剛薩埵”與“觀音菩薩”投誠皈依，發誓護持密教行者。後更與十一面觀音化身結為夫妻；其本尊法門被密宗的祖師集結，由印度早期發展而成完整的系列（後佛與密教因教義高深，不被當世接受，消失於印度史），由印度高僧傳至唐朝（唐密）再傳至東瀛（成為東密）。
但從佛經佛典當中，仍然記載許多法門以及其思想，尤其是《金剛薩埵說頻那夜迦天成就儀軌經》或《大聖歡喜雙身大自在天毘那夜迦王歸依念誦供養法》等等。可見當時的印度密教的象神和原始婆羅門教以及至今的印度教，象神的信仰已有差別。《天神乘與佛乘之別》
其身有單身（二臂、四臂甚至多臂），在平常期多以財神（單身）之姿護佑眾生，若在密教圓滿次地上，則現雙身像以教化之（另一身是觀音）。
其本尊乃王者身、善神，經典更記載:象神源始自“大日如來”，經云《此聖尊自在天。即摩訶毘廬遮那如來。為饒益無福眾生。權化示現此像》；亦提到，此神有善身與惡身之別（乃深秘義旨），本尊王身是善神，其亦化身邪神（常隨魔、障礙魔）以及驕傲的天神之姿，常被密宗金剛神（金剛薩埵、觀音菩薩、大日如來的化身）踩在腳下，象徵征服自我邪念、魔難、障礙的意思。

## 禮敬象頭神的咒語
崇奉象頭神的咒語為：“嗡（歐姆），葛內沙耶，納莫呵！”梵文拉丁轉寫為：Oṃ Gaṇeśāya Namaḥ ！

## 圖库

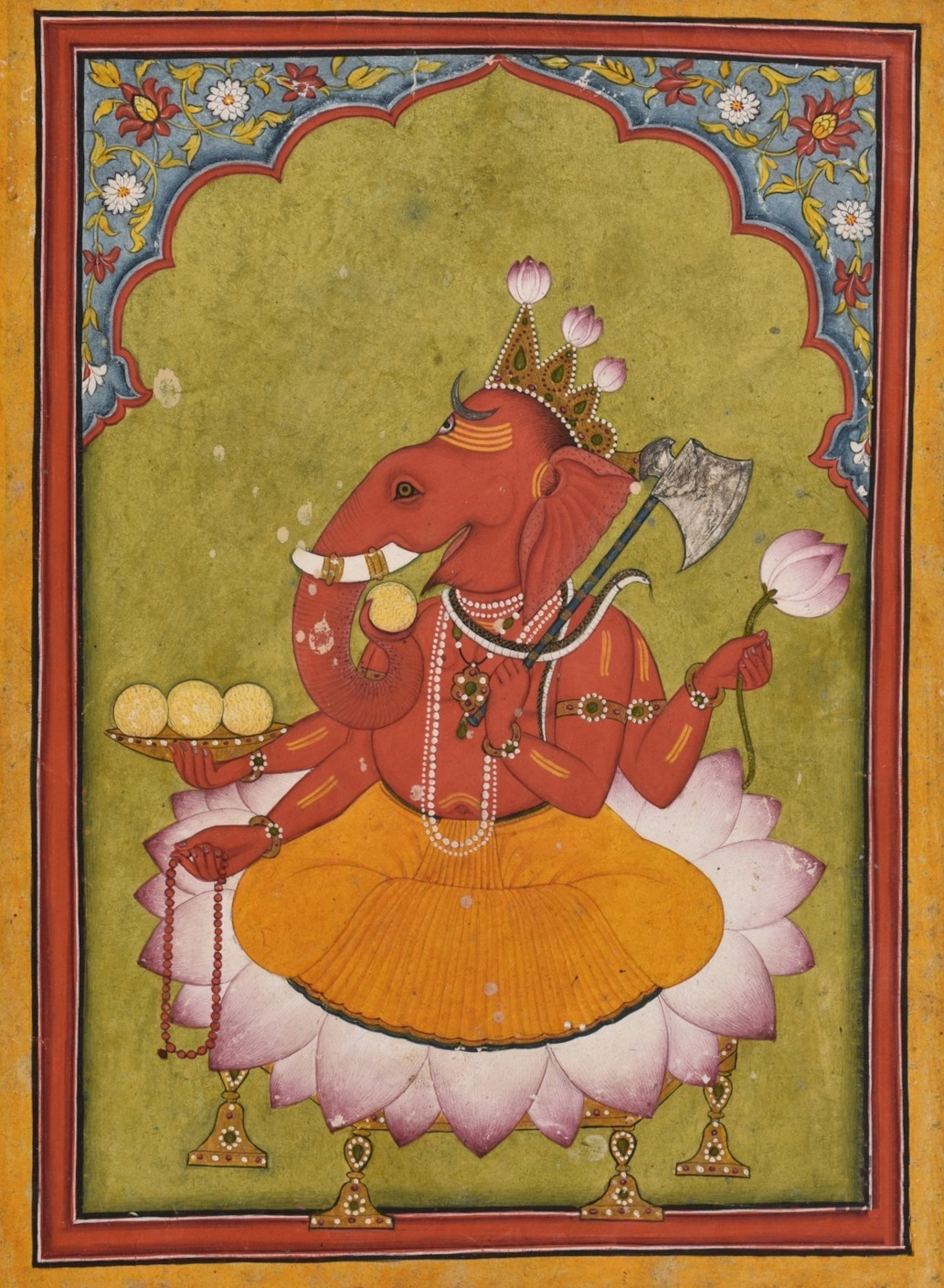
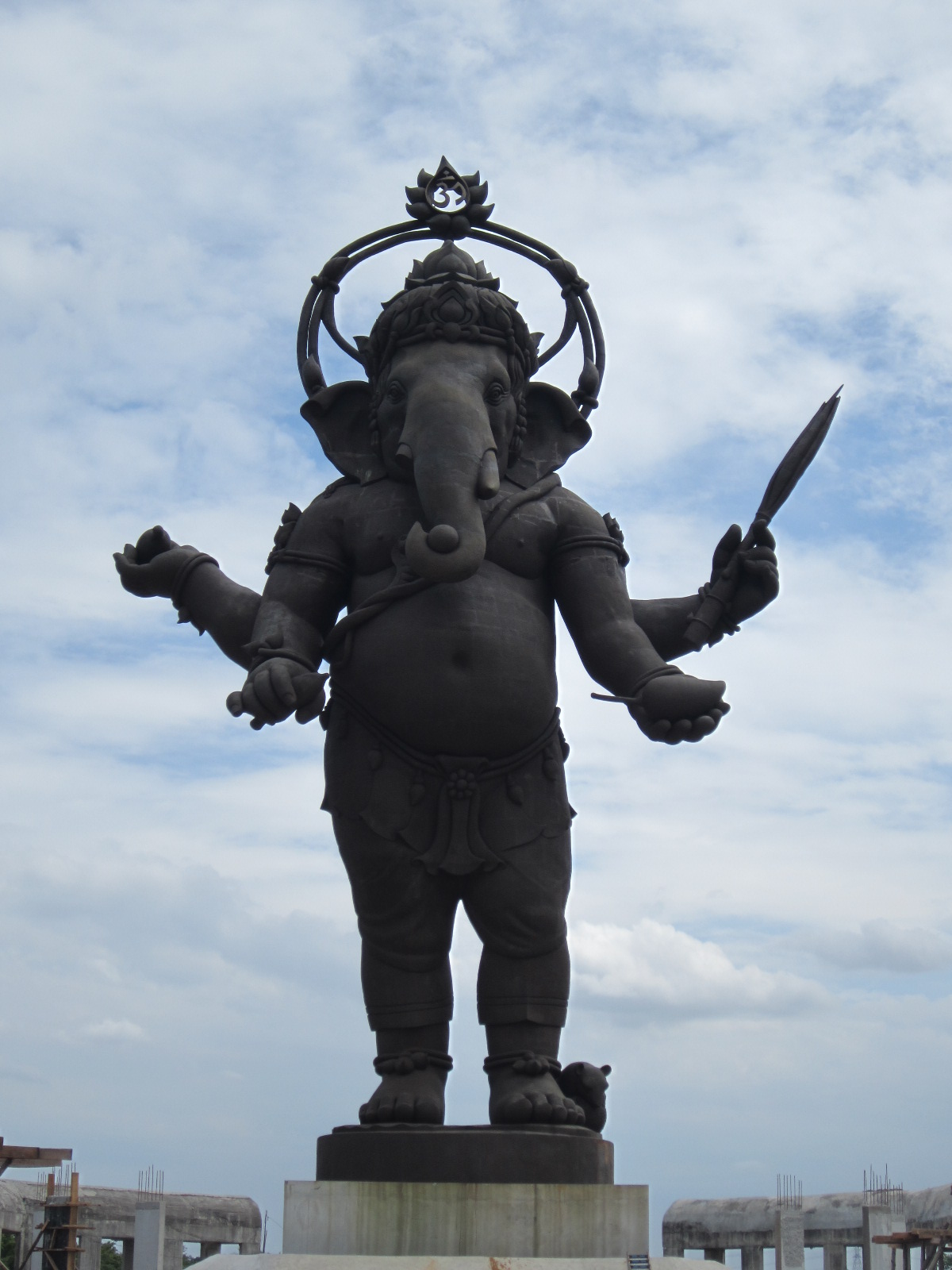
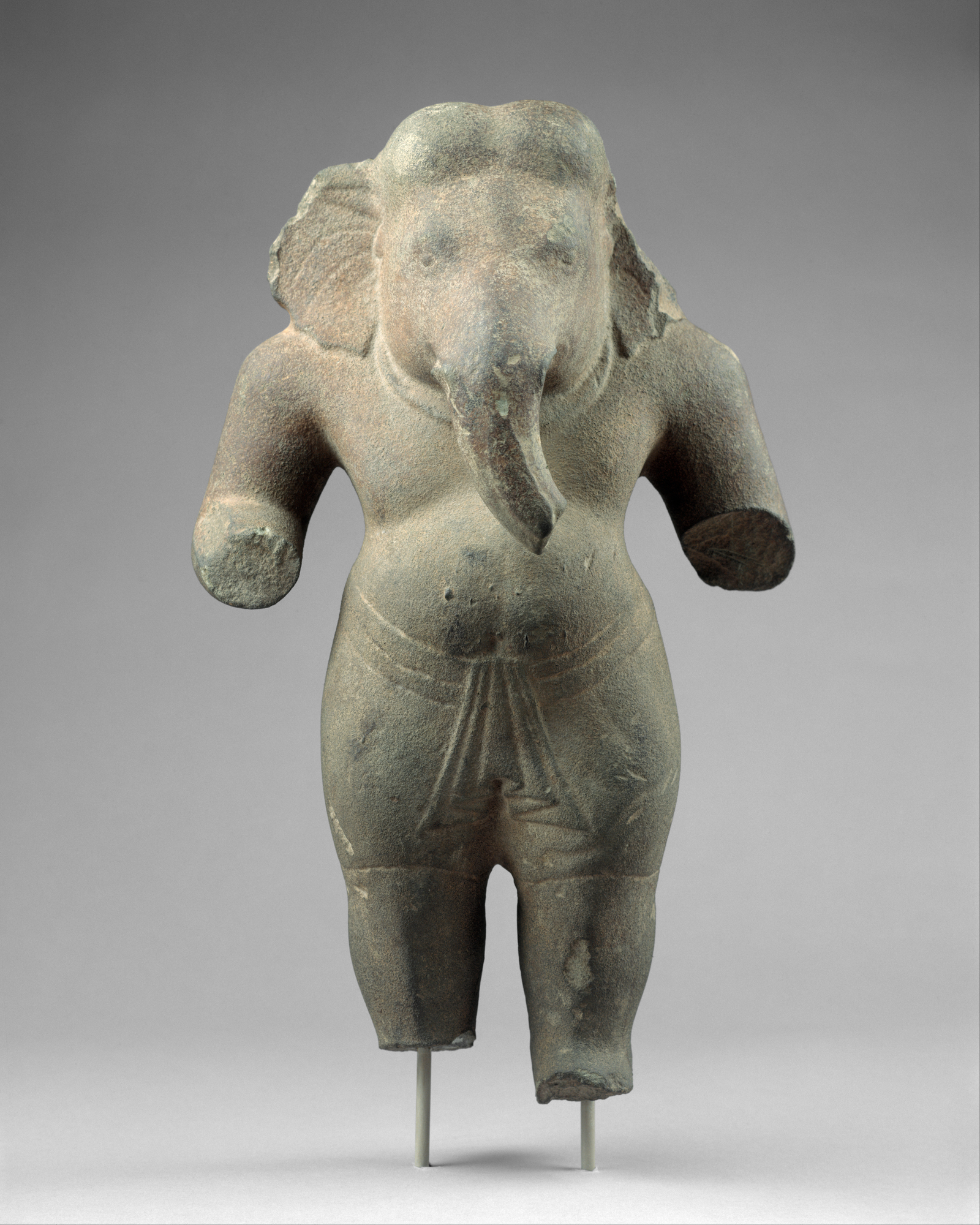
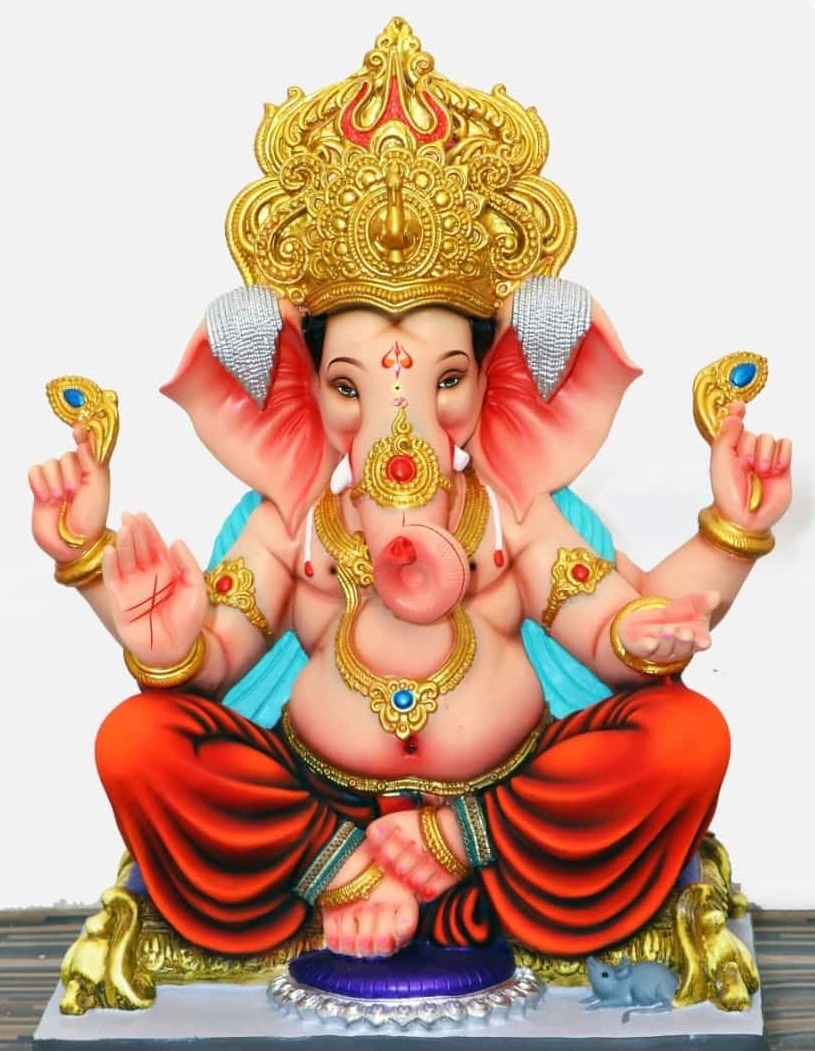

## 资料来源
- 《世界神话辞典》，辽宁人民出版社，ISBN 7-205-00960-X
- 《宗教词典》，上海辞书出版社，ISBN 978-7-5326-2840-7
- 泰國佛牌實錄  － 鴻飛 （页面存档备份，存于）著
- 泰國佛牌實錄 2 － 鴻飛 （页面存档备份，存于）著

## 關連項目
- 欢喜天
- 象头神站像